# Пиши да ме волиш/Стрело љубави
Пиши да ме волиш/Стрело љубави је шеста сингл-плоча певачице Снежане Ђуришић и друга која је објављена 1974. године. Издата је за Југотон 28. маја 1974. године.

## Песме
| Страна | Песма            | Аутор музике       | Аутор текста      |
| ------ | ---------------- | ------------------ | ----------------- |
| А      | Пиши да ме волиш | Новица Неговановић | Марта Миливојевић |
| Б      | Стрело љубави    | Новица Неговановић | Руждија Крупа     |